# Alicja Majewska
Alicja Lucyna Majewska-Budzyńska (ur. 30 maja 1948 we Wrocławiu) – polska piosenkarka popowa.
Współpracowała z artystami takimi jak Wojciech Młynarski, Łucja Prus, Magda Czapińska czy Włodzimierz Korcz, z którym nadal tworzy duet artystyczny.

## Życiorys
Wczesne dzieciństwo spędziła w Olbierzowicach, gdzie jej rodzice byli nauczycielami. Ojciec, absolwent Seminarium Nauczycielskiego w Krzemieńcu, uczył matematyki i śpiewu, był kierownikiem szkoły w Olbierzowicach. Matka uczyła polskiego i rosyjskiego.
W 1966 zdała maturę w Liceum Ogólnokształcącym im. Tomasza Zana w Pruszkowie, a w 1973 obroniła pracę magisterską na Wydziale Psychologii i Pedagogiki Uniwersytetu Warszawskiego na kierunku andragogika.
Jako piosenkarka zadebiutowała w 1968 udziałem na IV Festiwalu Piosenki Radzieckiej w Zielonej Górze. W latach 1971–1974 była solistką zespołu Partita i występowała w warszawskim Teatrze na Targówku. W 1972 obroniła eksternistyczny egzamin piosenkarski. W 1975 za wykonanie utworu „Bywają takie dni” zdobyła nagrodę główną Ministerstwa Kultury i Sztuki na 13. Krajowym Festiwalu Piosenki Polskiej w Opolu. W następnym roku wystąpiła na 14. KFPP w Opolu podczas koncertu XXX-lecia Polskich Nagrań (z utworami „Nasze pierwsze słowa” i „Na przekór wszystkim będę spać”) i w konkursie „Premier” (z piosenką „Byłam twoim imieniem”). W 1980 za wykonanie piosenki „Jeszcze się tam żagiel bieli” otrzymała drugą nagrodę na 18. KFPP w Opolu oraz Grand Prix na Międzynarodowym Festiwalu w Rostocku. W 1985 uhonorowana została na festiwalu w Hawanie, a za wykonanie utworu „Dla nowej miłości” otrzymała wyróżnienie na 22. KFPP w Opolu. Rok później otrzymała wyróżnienie za wykonanie utworu „Odkryjemy miłość nieznaną” na 23. KFPP w Opolu. W 1987 za utwór „Marsz samotnych kobiet” zajęła drugie miejsce w konkursie „Premier” na 24. KFPP w Opolu.
14 czerwca 2015 podczas 52. KFPP w Opolu, na koncercie z okazji 90-lecia Polskiego Radia i 40-lecia współpracy artystycznej, wraz z Włodzimierzem Korczem odebrała Honorowy Złoty Mikrofon. Niedługo po występie na festiwalu podpisała kontrakt z wytwórnią płyt Sony Music, która w 2016 wydała jej album pt. Wszystko może się stać. W latach 2019–2022 uczestniczyła jako trenerka w pierwszych trzech edycjach programu The Voice Senior w TVP2. 6 września 2020 w ramach 57. KFPP w Opolu wystąpiła w koncercie Majewska & Korcz – okrągłe 45, który został zorganizowany z okazji jubileuszu jej współpracy artystycznej z Włodzimierzem Korczem. 11 listopada 2022 wydała album pt. Piosenki Korcza i Andrusa, który promowała utworami: „Niedaleko stąd”, „Szczęście chodzi piechotą” oraz „Koneserzy kolejnego dnia”. W sierpniu 2025 ogłoszono jej powrót do roli trenerki w programie The Voice Senior.
Została uhonorowana Brązowym (2005) i Złotym (2020) Medalem „Zasłużony Kulturze Gloria Artis”. 31 marca 2022 otrzymała nagrodę SuperWiktora za całokształt kariery zawodowej. 27 maja 2023, podczas drugiego dnia Sopot SuperHit Festiwalu 2023, odebrała z rąk prezydenta Sopotu Jacka Karnowskiego statuetkę „Bursztynowego słowika”. W grudniu 2024 została odznaczona Krzyżem Kawalerskim Orderu Odrodzenia Polski.

## Życie prywatne
W latach 1972–1984 była żoną konferansjera Janusza Budzyńskiego (zm. 1990). 

## Dyskografia
- 1976: Bywają takie dni
- 1987: Piosenki W. Korcza

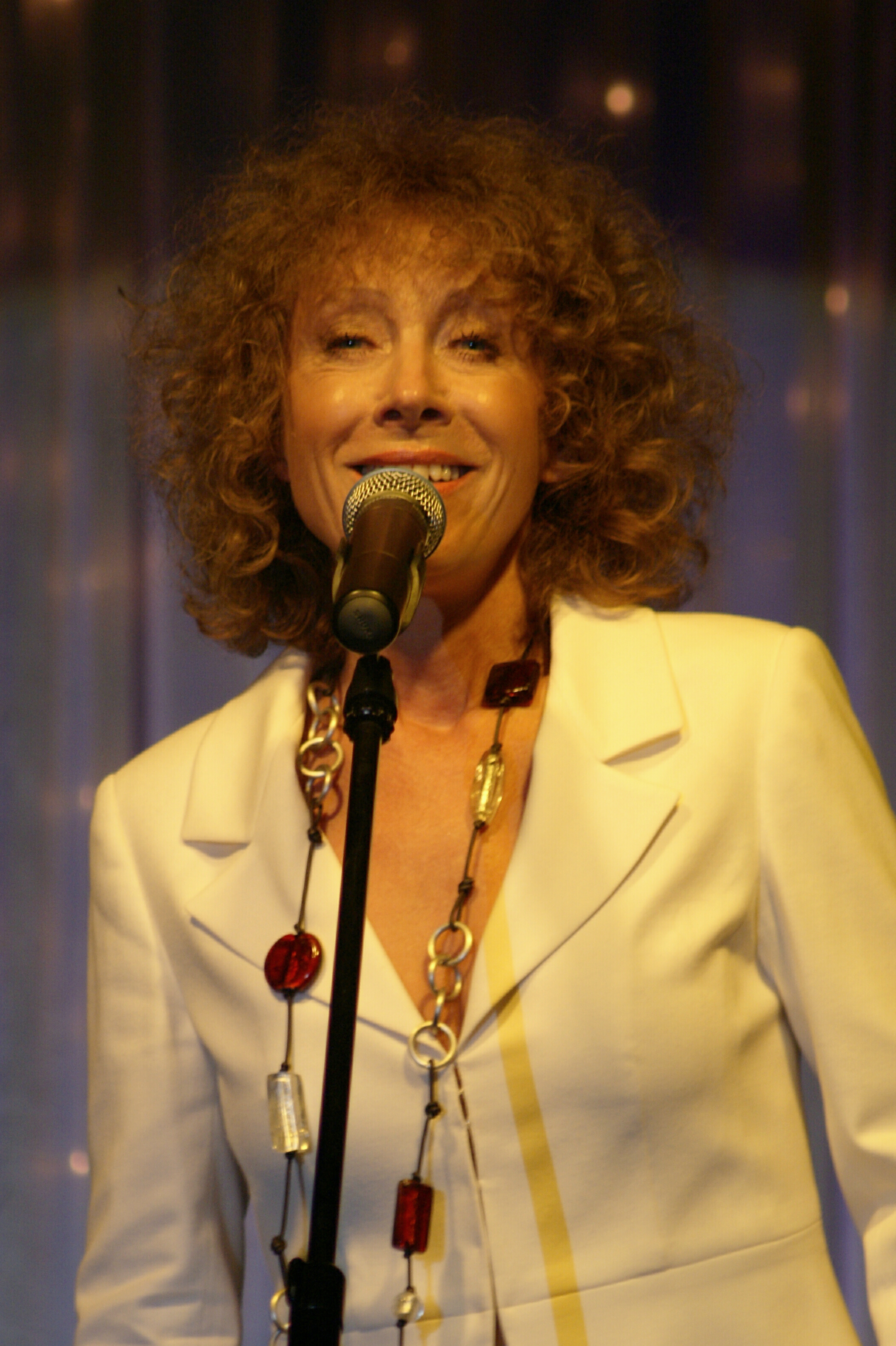
Majewska (2009)

- 1987: Piosenki Korcza i Młynarskiego
- 1988: Alicja Majewska, Łucja Prus, Jerzy Połomski – Kolędy
- 1989: For New Love
- 1991: Kolędy w teatrze STU (wspólnie z Haliną Frąckowiak i Andrzejem Zauchą)
- 1994: Jeszcze się tam żagiel bieli – The best of
- 1997: Świat w kolorze nadziei
- 1999, 2021: Być kobietą – Złota kolekcja[26][27]
- 2005: Odkryjemy miłość nieznaną
- 2006: Majewska – Korcz – Live (gościnnie Zbigniew Wodecki, Ryszard Rynkowski, Grzegorz Markowski oraz Strzyżowski Chór Kameralny p.d. Grzegorza Oliwy)
- 2007: Idzie kolęda, polska kolęda (z Włodzimierzem Korczem i Strzyżowskim Chórem Kameralnym p.d. Grzegorza Oliwy)
- 2010: Golgota Polska. Artyści polscy Janowi Pawłowi II w hołdzie (z różnymi wykonawcami)[28]
- 2011: Pieśni sakralne (z muzyką Włodzimierza Korcza)
- 2013: 40 piosenek Alicji Majewskiej
- 2016: Wszystko może się stać[29] – złota płyta[30]
- 2019: Żyć się chce[27]
- 2022: Piosenki Korcza i Andrusa[27][31]

## Filmografia

### Muzyka w filmach[2]
- 1978: Honor dziecka – utwór „Płomienny walczyk”
- 1981: 07 zgłoś się – utwór „Przed nocą i mgłą” (odc. 13 „Strzał na dancingu”)
- 2001: Blok.pl – utwór „Nasze pierwsze słowa”
- 2017: Samo się zagoi – utwór „Odkryjemy miłość nieznaną”

### Role filmowe[2]
- 1978: 07 zgłoś się – jako piosenkarka w lokalu (odc. 7 „Brudna sprawa”)
- 1979: Dziewczyny takie są